# Brossa espacial

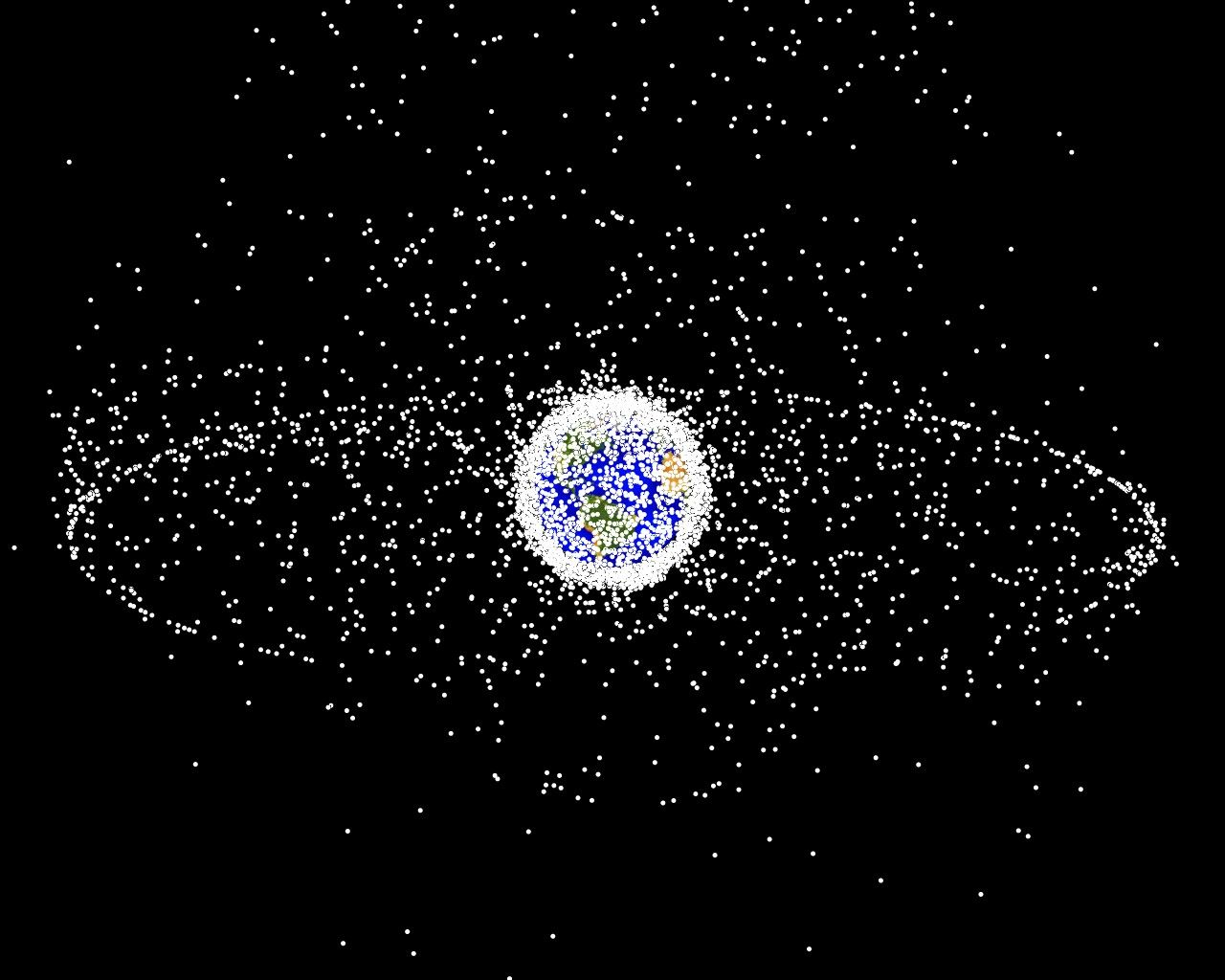
Simulació de la brossa espacial vista des de més enllà de l'òrbita geosíncrona (36.000 km).

La brossa espacial o ferralla espacial (space debris o space junk en anglès) són objectes creats per l'home que estan actualment en òrbita al voltant de la terra però que no tenen cap tipus d'utilitat pràctica.

## Composició
La brossa espacial està formada per quasi qualsevol cosa, que pot anar des d'etapes senceres d'un coet o satèl·lits fora de servei, fins a fragments d'explosions, capes de pintura, residus provinents dels acceleradors sòlids, líquid refrigerant de satèl·lits amb generadors nuclears i altres petites partícules.

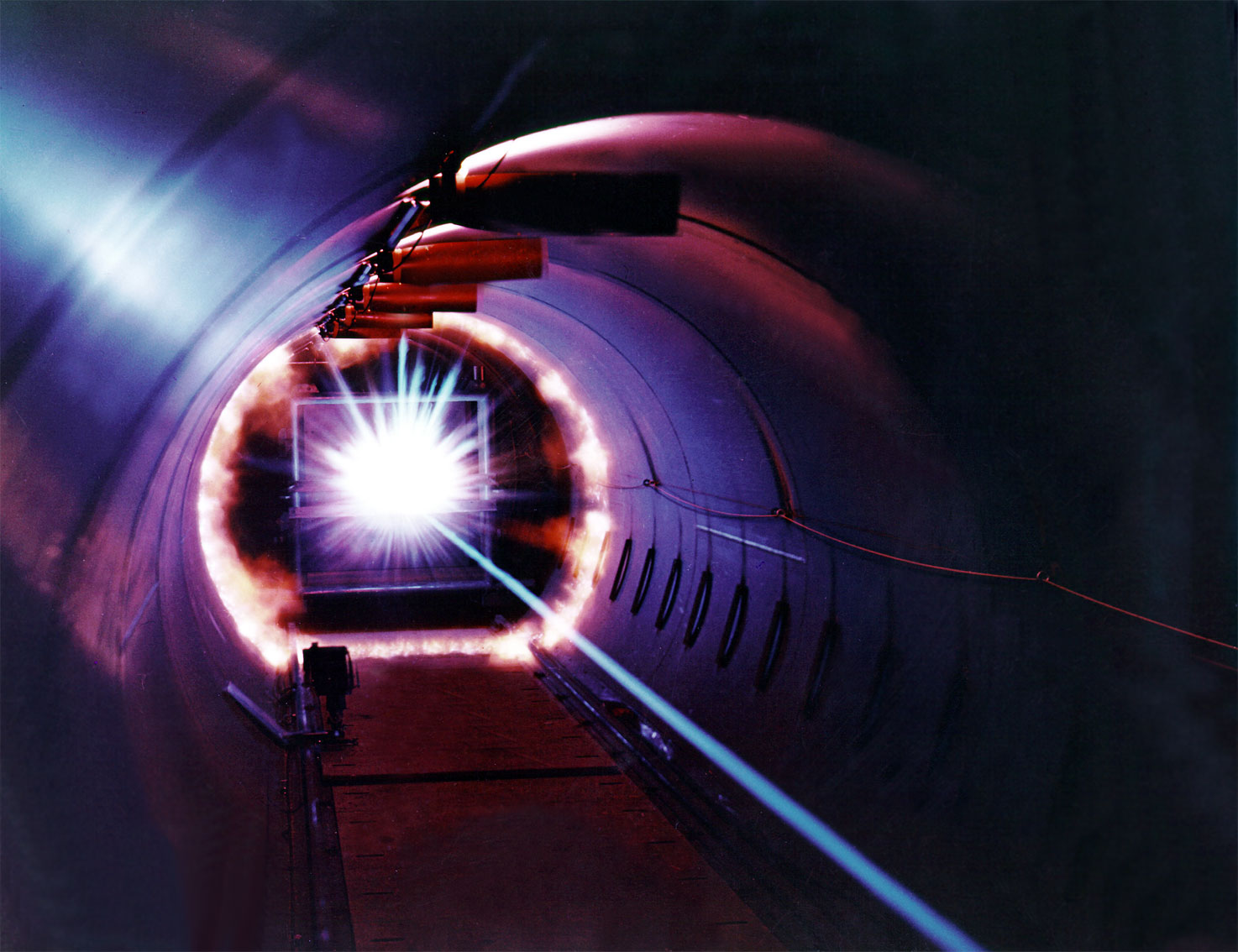
Flash energétic provocat per un impacte a hipervelocitat durant una simulació sobre què passa quan una partícula de ferralla espacial impacta amb una nau en òrbita.

D'acord amb el llibre d'Edward Tufte Envisioning Information, entre els objectes considerats com brossa espacial es troba un guant que l'astronauta Edward H. White va perdre en la primera activitat extravehicular (E.V.A.) americana, una càmera de fotos perduda per Michael Collins prop de la Gemini 10, bosses d'escombraries, una clau anglesa i un raspall de dents. Sunita Williams de la missió STS-116 també va perdre un càmera de fotos durant una activitat extravehicular. La majoria d'aquest objectes inusuals acaben reentrant a l'atmosfera de la terra en poques setmanes degut a les òrbites en les que van ser deixats anar i a causa de la seva mida reduïda. Coses com aquestes no representen la part més important del problema de la desferra espacial. Unes 100 tones de fragments creats per uns 200 incidents continuen en òrbita. La majoria de la brossa espacial es concentra en òrbites terrestres baixes (LEO), tot i que també se'n poden trobar més enllà de les òrbites geosíncrones.
La preocupació que genera la brossa espacial està creixent en els darrers anys, ja que les col·lisions a velocitats orbitals poden causar greus avaries en satèl·lits operatius a la vegada que poden produir encara més ferralla descontrolada en el procés (síndrome de Kessler). Darrerament algunes naus espacials, com l'Estació Espacial Internacional, s'han blindat per intentar lluitar contra aquests impactes, o com a mínim, intentar minimitzar-los. Els astronautes quan realitzen treballs a l'exterior d'aquests complexos espacials també poden ser vulnerables a aquests impactes. Oficialment la primera maniobra del transbordador espacial americà (Space Shuttle) per evitar la col·lisió amb un fragment de brossa espacial es va produir durant la missió STS-48 al setembre del 1991. Va caldre una ignició de 7 segons dels motor de la nau (Reaction Control System) per tal d'esquivar un tros de ferralla del satèl·lit Kosmos 955.
Boires de partícules molt petites no són tant perilloses com les comentades, però poden causar força mal per l'erosió que provoquen sobre les superfícies impactades.

## Mesures de mitigació

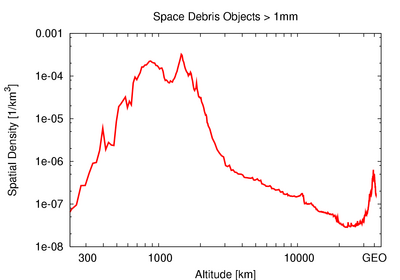
Densitat de brossa espacial depenent de l'alçada. Font: ESA MASTER-2001.

Per tal de minimitzar la creació de brossa espacial addicional, s'han proposat diverses mesures. Una de les més destacables consisteix en la 'passivització' de les etapes superiors dels coets un cop exhaurides. Es tracta d'alliberar el combustible residual per tal de reduir el risc d'explosions en òrbita, cosa que podria generar milers de nous petits fragments descontrolats.
Treure d'òrbita (o desorbitar) els satèl·lits que han arribat al final de la seva vida útil, és també una mesura de mitigació força efectiva. En els casos en els que un desorbitament directe (i per tant controlat) requereix una quantitat de combustible de la què el satèl·lit no disposa, se'l pot portar a una òrbita més baixa on el fregament atmosfèric l'acabi fent caure sobre el planeta. Aquesta maniobra es va dur a terme satisfactòriament amb el satèl·lit francès SPOT-1 a finals del 2003. Aquest dispositiu acabarà reentrant a l'amòsfera d'aqui a uns 15 anys.
Per ajudar a treure d'òrbita un satèl·lit sense gastar combustible, s'està estudiant l'ús d'un termination tether (cable exterminador). No és més que un cable conductor de l'electricitat que, desplegat cap a la terra, genera un corrent elèctric en interaccionar amb el camp magnètic terrestre que provoca que el satèl·lit es vagi frenant gradualment i acabi reentrant.
A les òrbites des de les quals no és econòmicament possible de fer reentrar el satèl·lit, com per exemple des de l'òrbita geoestacionària, el que es fa és moure tots el satèl·lits a una òrbita d'aparcament (una mena de cementiri espacial) on només hi ha satèl·lits fora de servei.
S'han fet moltes propostes orientades a trobar una manera de netejar l'òrbita de residus fent-los reentrar cap a l'amòsfera com làsers netejadors per volatilitzar o empènyer les partícules cap a òrbites que decaiguin ràpidament o grans bombolles d'aerogel per absorbir l'impacte d'aquests detritus i acabar reentrant amb tots els residus al seu interior. De totes maneres, la majoria dels esforços actuals se centren a prevenir les col·lisions mantenint controlats els fragments més grans i tractant d'evitar que se'n generin més.

## Mesures de la brossa espacial

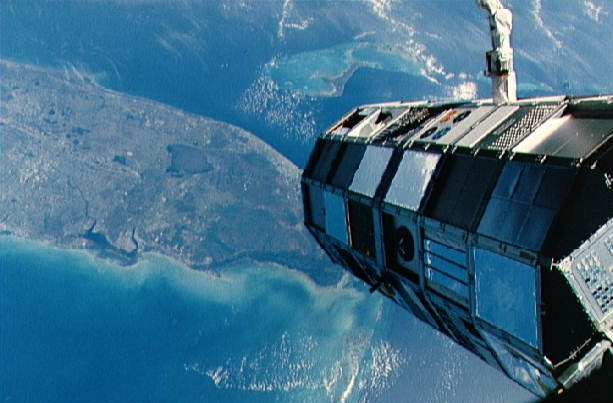
El 'Long Duration Exposure Facility' (LDEF) és una font d'informació vital sobre l'entorn de brossa espacial

El comandament estratègic americà (U.S. Strategic Command) manté un catàleg que actualment té inventariats uns 10.000 objectes, entre altres coses per evitar de confondre'ls amb míssils provinents d'un país hostil. Les dades per mantenir el catàleg es recullen des de bases terrestres emprant tant radars com telescopis i des d'un telescopi espacial. Tot i aquests esforços, la majoria de restes espacials continuen estant descontrolades. Segons els models de la ESA, hi ha més de 600.000 objectes més grans d'un cm en òrbita (ESA Meteoroid and Space Debris Terrestrial Environment Reference, MASTER-2005).
Els dispositius per detectar la brossa espacial són especialment valuosos per recollir informació sobre les partícules amb mides inferiors a un mil·límetre. El satèl·lit LDEF desplegat per la missió de la NASA STS-41-C Challenger i recollit per l'STS-32 Columbia va estar 68 mesos en òrbita. Un cop a terra es van examinar detalladament les seves superfícies permetent una anàlisi de la distribució direccional i la composició del flux de residus orbitals. El satèl·lit EURECA desplegat el 1992 per la missió STS-46 Atlantis i recollit l'any següent per l'STS-57 Endevour va proporcionar informació addicional sobre aquests entorns.
Una altra font d'informació sobre l'estat de l'entorn de la brossa espacial són, les campanyes de l'Agència Espacial Europea (ESA) amb el telescopi de brossa espacial (Space Debris Telescope), el TIRA, el radar de Goldstone, el radar de Haystack, i la matriu de radars Cobra Dane. Les dades recollides durant aquestes campanyes s'empren per validar els models de l'entorn de la brossa espacial com l'ESA-MASTER. Aquests models són l'única manera d'estimar el risc d'impacte amb un residu espacial, ja que només els objectes més grans poden ser seguits regularment.
Els panells solars del telescopi espacial Hubble recuperats quan en van canviar (missions STS-61 Endevour i STS-109 Columbia) van proporcionar també informació molt important sobre la quantitat, evolució i efectes de la brossa espacial en aquest entorn. Els impactes i perforacions de la superfície d'aquests panells van ser comptats i classificats per la ESA, que així va obtenir dades addicionals per validar els seus models numèrics.

## Diagrames de Gabbard

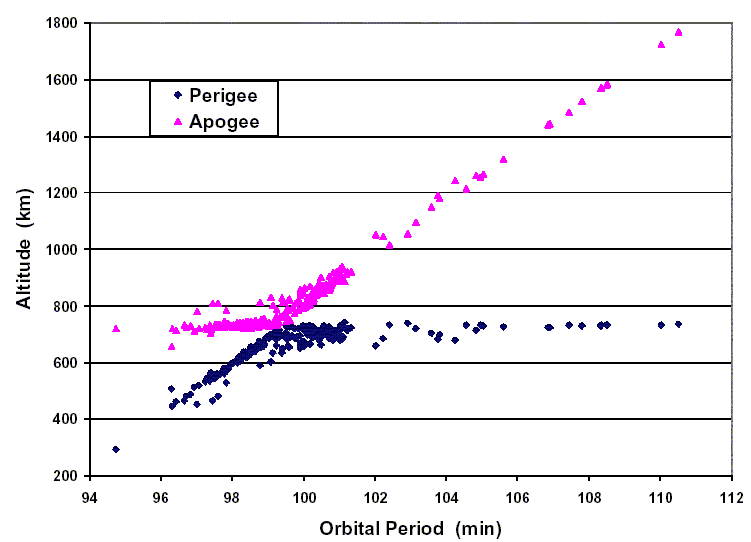
Diagrama de Gabbard d'uns 300 fragments de la desintegració -passats 5 mesos- de l'accelerador de la tercera etapa del coet xinès 'Long March 4' l'11 de març del 2000.

Les agrupacions de brossa espacial generades per la desintegració de satèl·lits s'acostumen a estudiar emprant gràfiques conegudes com a «Diagrames de Gabbard». En aquest tipus de gràfiques es representen el perigeu i l'apogeu de cadascun dels fragments individuals comparats amb el seu període orbital. La distribució de punts resultants es pot fer servir per inferir altres informacions com la direcció i el punt on es va produir l'impacte o incident.

## Principals incidents
Un dels darrers incident de la història pel que fa a la creació de brossa espacial, va ser la prova d'una arma antisatèl·lit (ASAT) que va realitzar la Xina el passat 11 de gener del 2007. Aquesta prova va generar més de 900 fragments detectables i es calcula que addicionalment es podrien haver dispersat més d'un milió de fragments d'un mil·límetre o més.
Un altre fet, potencialment més important que l'anterior, és el que va passar el 19 de febrer del 2007 quan l'etapa acceleradora d'un coet rus Briz-M va explotar en òrbita sobre Austràlia. L'accelerador llançat el 28 de febrer del 2006 portant el satèl·lit de comunicacions Arabsat-4A, però va fallar abans que pogués exhaurir tot el seu combustible. L'explosió va poder ser gravada per diversos astrònoms, però a causa de la serva òrbita la boira de residus és molt difícil de quantificar emprant els radars terrestres. Tot i això, a data de 22 de febrer del 2007 s'han identificat més de 1.000 fragments.

## Principals col·lisions
La primera col·lisió verificada amb un tros de ferralla espacial prèviament catalogada, la va patir l'any 1996 el satèl·lit francès CERISE del qual se'n va despendre una part.
La persona que té el dubtós honor d'ésser la primera a rebre l'impacte d'un tros de ferralla espacial és Lottie Williams. Mentre caminava per un parc de Tulsa (Oklahoma, EUA) al 22 de gener del 1997 a les 3:30am, va veure una llum al cel que semblava un meteor. Minuts després un tros de ferro ennegrit d'uns 15 cm li va impactar a l'espatlla. Dies més tard es va confirmar que aquest objecte era una part d'un tanc de combustible d'un coet Delta II amb el que la força aèria nord-americana (USAF) havia llançat un satèl·lit el 1996.
Al 10 d'octubre del 2006, una casa d'Alemanya va ser completament cremada per un foc que es creu que va ser encetat per un bòlid de no més de 10mm.